# Полет 3456 на „Чайна Саутерн Еърлайнс“
Полет 3456 на „Чайна Саутерн Еърлайнс“ е редовен вътрешен пътнически полет от международното летище „Чунцин Дзян“, Чунцин, до летище „Шънджън Хуангтиан“, Шънджън, Гуандун, Китай, управляван от „Чайна Саутерн Еърлайнс“. На 8 май 1997 г. по време на първия си опит за кацане в Шънджън в гръмотевична буря самолетът „Боинг 737-31B“, който изпълнява полета, докосва пистата, отскача три пъти от нея и поврежда носовата си стойка, хидравличните системи и клапите на крилете. Екипажът прекратява кацането, но машината се разбива по време на втория опит за кацане малко след това, което убива 33 пътници и 2 членове на екипажа.